# Psectra decorata
Psectra decorata är en insektsart som först beskrevs av Nakahara 1966.  Psectra decorata ingår i släktet Psectra och familjen florsländor. Inga underarter finns listade i Catalogue of Life.